# Октябрьский, Филипп Сергеевич
Фили́пп Серге́евич Октя́брьский (Ивано́в) (11 [23] октября 1899 — 8 июля 1969) — советский военно-морской деятель. В ходе Великой Отечественной войны командующий Черноморским флотом (1939—1943 и 1944—1948), один из руководителей обороны Севастополя в 1941—1942 годах, а также Крымской операции 1944 года. Адмирал (1944). Герой Советского Союза (1958).

## Биография
Родился 11 (23) октября 1899 года в деревне Лукшино Тверской губернии в крестьянской семье. Русский.
В 1915 году уехал сначала в Шлиссельбург, а затем в Петроград на заработки. Работал кочегаром, помощником машиниста на пароходах, ходивших по Ладоге, Свири, Неве (ныне Северо-Западное речное пароходство). В 1918 году добровольно вступил в ряды Красного Балтийского флота. Участник Гражданской войны, воевал матросом на кораблях Балтийского флота и Северной военной флотилии. Член РКП(б) с 1919 года. В 1920 году окончил Минную школу Балтийского флота, в 1922 — курсы при Петроградском коммунистическом университете. В 1924 году сменил свою фамилию Иванов на фамилию Октябрьский, в честь Великой Октябрьской социалистической революции. В 1928 году окончил параллельные классы при Военно-морском училище имени М. В. Фрунзе. С 1928 года проходил службу командиром торпедного катера на Балтийском флоте. В 1932 года переведён на Тихоокеанский флот, где командовал группой, дивизионом, отрядом и бригадой торпедных катеров.
Будучи командиром 3-й морской бригады кораблей Тихоокеанского флота, на первом же совещании актива флота 4—8 апреля 1937 года во Владивостоке, где впервые прозвучали слова о необходимости проведения «чистки на флоте», немедленно выступил с обвинениями в адрес своего начальника Г. П. Киреева.
С февраля 1938 года командовал Амурской военной флотилией, а с марта 1939 года — Черноморским флотом.
В Великую Отечественную войну вице-адмирал Ф. С. Октябрьский — один из руководителей героической обороны Одессы и Севастополя. Будучи командующим Черноморским флотом, одновременно в 1941—1942 годах являлся командующим Севастопольским оборонительным районом. В первые минуты войны, получив доклад оперативного дежурного по флоту о приближении большого количества вражеских самолётов к Севастополю, уклонился от отдачи приказа на открытие огня, приказав «Действуйте по инструкции», в результате приказ на открытие огня отдал по своей инициативе начальник штаба флота И. Д. Елисеев. Из-за образовавшейся заминки первая пара немецких бомбардировщиков сумела поставить 6 парашютных донных электромагнитных мин, на которых погибли: вечером 22 июня подорвался и погиб буксир СП-12 (погибли 28 человек), 24 июня погиб 25-тонный плавучий кран, 30 июня погибла грузовозная шаланда «Днепр», 1 июля повреждён эсминец «Быстрый», который так и не удалось восстановить и он позднее был добит немецкой авиацией. Только по второй паре немецких бомбардировщиков был открыт огонь, 1 самолёт удалось сбить.
Опасаясь появления на Чёрном море крупных итальянских надводных кораблей или вступления Турции в войну на стороне Германии, командование Черноморского флота предприняло ряд явно избыточных мер по обороне портов, включая установку плотных минных полей, на которых погибли несколько советских эсминцев и транспортов.
План эвакуации предусматривал вывоз только высшего и старшего командного состава армии и флота, партактива города. Эвакуация остальной части военнослужащих не предполагалась. Командование Черноморского флота во главе с Ф. С. Октябрьским эвакуировалось из города на самолёте в ночь на 1 июля, а для эвакуации командования сухопутных войск, партийных и советских руководителей были предоставлены две подводные лодки. 3 июля 1942 года Совинформбюро дало сводку о потере Севастополя. Вывезти из города в течение июня удалось всего около 20 тысяч человек, преимущественно раненых. От 70 до 100 тысяч человек, включая большое количество раненых в госпиталях и медперсонал, попали в плен.
Вице-адмирал Ф. С. Октябрьский участвовал в подготовке и осуществлении Керченско-Феодосийской десантной операции 1941—1942 годов, благодаря которой советские войска получили плацдарм в Крыму, дававший возможность дальнейших наступательных действий.
В декабре 1942 года Н. Г. Кузнецов предложил сместить Ф. С. Октябрьского с поста командующего Черноморским Флотом и назначить на должность члена Военного совета Закавказского фронта и заместителя командующего Закавказским фронтом, однако предложение было отклонено ГКО СССР.
В связи с провалом февральской десантной операции у Южной Озерейки в июле 1943 года Ф. С. Октябрьский был снят с должности командующего Черноморским флотом и назначен командующим Амурской военной флотилией. С марта 1944 года — вновь командующий Черноморским флотом (преемник Октябрьского, вице-адмирал Владимирский, был снят с должности за потерю в октябре 1943 года лидера «Харьков» и двух эсминцев от ударов с воздуха, а также за неудачную высадку десанта у Эльтигена в ноябре-декабре того же года), который под его командованием внёс большой вклад в освобождение Кавказа и Крыма. 10 апреля 1944 года вице-адмиралу Ф. С. Октябрьскому присвоено воинское звание адмирал.
После войны адмирал Ф. С. Октябрьский продолжал командовать Черноморским флотом. С ноября 1948 по январь 1951 года  1-й заместитель главкома Военно-Морских Сил (ВМС), затем в 1951—1952 годах находился на лечении из-за болезни. С апреля 1952 по ноябрь 1953 года — начальник Управления научно-испытательных полигонов. Жил в Феодосии и в Старом Крыму. С 1957 по 1960 год — начальник Черноморского высшего военно-морского училища имени П. С. Нахимова (город Севастополь).
За «умелое руководство флотом и проявленные мужество, отвагу и героизм в борьбе с немецко-фашистскими захватчиками» указом Президиума Верховного Совета СССР от 20 февраля 1958 года адмиралу Октябрьскому (Иванову) Филиппу Сергеевичу присвоено звание Героя Советского Союза с вручением ордена Ленина и медали «Золотая Звезда» (№ 10800).
С сентября 1960 года адмирал Ф. С. Октябрьский — военный инспектор-советник Группы генеральных инспекторов Министерства обороны СССР. С февраля 1941 по 1952 год являлся членом Центральной ревизионной комиссии ВКП(б). Избирался депутатом Верховного Совета СССР 1-го (депутат Совета Национальностей от Крымской АССР, 1940—1946) и 2-го (депутат Совета Союза от Крымской области, 1946—1950) созывов. Делегат XVIII съезда ВКП(б) (1939).
Почётный гражданин города Севастополя адмирал Ф. С. Октябрьский скончался 8 июля 1969 года. Похоронен в Севастополе на кладбище Коммунаров.

## Воинские звания
- капитан 1-го ранга (28.11.1935)[16];
- флагман 2-го ранга (14.02.1938)[17];
- флагман 1-го ранга (03.04.1939)[18];
- контр-адмирал (04.06.1940)[19];
- вице-адмирал (21.05.1941)[20];
- адмирал (10.04.1944)[21];

## Награды
- Медаль «Золотая Звезда» (20.02.1958);
- три ордена Ленина (.. 20.02.1958);
- три ордена Красного Знамени;
- два ордена Ушакова I-й степени;
- орден Нахимова I-й степени (25.9.1944);
- орден Суворова II-й степени;
- орден Красной Звезды;
- медали.
- Орден Девятого сентября

## Память
- Именем адмирала были названы:
  - большой противолодочный корабль,
  - учебный отряд ВМФ,
  - улица в городе-герое Севастополь в начале которой установлена мемориальная доска,
  - улица в городе Старица Тверской области.
  - МБОУ «Ново-Ямская СОШ», находящаяся в Старицком районе.
  - МБОУ СОШ 82 г. Сочи

## Критика
Роль Октябрьского в организации эвакуации из Севастополя в 1942 году является предметом дискуссии. Основные обсуждаемые моменты — существование возможности для более эффективной эвакуации защитников города и этичность решения вывезти только командный состав (не эвакуируя при этом рядовой состав). В рамках этой дискуссии обсуждается в том числе возможность переименования улицы в Севастополе, названной в честь Октябрьского.
Выступая на военно-научной конференции в декабре 1961 года, посвящённой теме борьбы за Крым и обороне Севастополя в Великой Отечественной войне, много внимания уделил «дележу славы между собой и покойным генералом И. Е. Петровым, что оставило сильное негативное впечатление у всех участников конференции».

## Киновоплощения
- 1970 — Море в огне — Григорий Антоненко
- 2015 — Битва за Севастополь — Сергей Барковский
- 2020 — Чёрное море — Юрий Цурило.